# Amori che non sanno stare al mondo
Amori che non sanno stare al mondo è un film italiano del 2017 diretto da Francesca Comencini e interpretato da Lucia Mascino e Thomas Trabacchi.
Il film, tratto dal romanzo omonimo di Francesca Comencini, è stato presentato al 35° Torino Film Festival.

## Trama
Claudia e Flavio hanno avuto una travagliata e complessa storia d'amore, adesso che è finita devono affrontarne le conseguenze emotive e ricominciare da capo.

## Riconoscimenti
- 2018 - Nastro d'argento
  - Candidatura per la Migliore attrice protagonista a Lucia Mascino
  - Candidatura per il Migliore attore non protagonista a Thomas Trabacchi
  - Candidatura per la Migliore canzone originale (Amori che non sanno stare al mondo)
- 2018 - Globo d'oro
  - Candidatura per la Migliore attrice a Lucia Mascino